# زبان‌های رسمی سازمان ملل متحد
زبان‌های رسمی سازمان ملل متحد شش زبان هستند که در ملاقات‌ها و جلسه‌های سازمان ملل متحد استفاده می‌شوند و تمامی اسناد رسمی سازمان ملل، معمولاً و زمانی که بودجه اجازه دهد، به آن‌ها نوشته می‌شوند.
این زبان‌ها عبارت‌اند از:
- زبان انگلیسی
- زبان فرانسوی
- زبان اسپانیایی
- زبان روسی
- زبان عربی
- زبان چینی

مرکز اطلاعات و آگاه‌سازی عمومی سازمان ملل متحد (UN Department of Public Information)، برای بزرگ‌داشت گوناگونی زبان‌ها و آگاه‌سازی دربارهٔ ارتباطات بین فرهنگی، روزی از سال را با مناسبتی خاص که به هر یک از زبان‌ها مربوط است؛ به عنوان روز آن زبان معرفی کرده‌است.
مسئولان دولتی برخی کشورها و نهادهای مربوط به برخی زبان‌ها، پیشنهاد داده‌اند که زبان مورد نظرشان به زبان‌های رسمی سازمان ملل متحد افزوده شود. زبان‌های پیشنهاد شده و مطرح‌کنندگان آن‌ها در جدول زیر آمده‌است:
| نام زبان            | پیشنهاد شده توسط:                                                             | توضیحات |
| ------------------- | ----------------------------------------------------------------------------- | --- |
| زبان اسپرانتو       | انجمن جهانی اسپرانتو                                                          | مطرح شده به عنوان راهکار کاهش و صرفه‌جویی در هزینه‌های ترجمهٔ اسناد                                                                             |
| زبان بنگالی         | نخست‌وزیر بنگلادش، نمایندگان بنگلادش، بنگال غربی، آسام و تریپورا در سازمان ملل | هفتمین زبان جهان برپایهٔ تعداد گویشور |
| زبان پرتغالی        | گویشوران پرتغالی، رئیس‌جمهور پرتغال                                            | پرتغالی، زبانی بسیار نزدیک به زبان اسپانیایی است به طوری که گویشوران این دو زبان تا حد زیادی می‌توانند با هم صحبت کنند و فهم متقابل را دارند. |
| زبان ترکی استانبولی | نخست‌وزیرِ وقتِ ترکیه، رجب طیب اردوغان                                           | در جریان ملاقاتی با بان کی مون، دبیرکل سازمان ملل در سپتامبر ۲۰۱۱                                                                            |
| زبان هندی           | دولت هند                                                                      | حدود ۵۰۰ میلیون گویشور. مخالفت با پذیرش این زبان در جنوب هند. در جنوب هند به‌طور گسترده به هندی صحبت نمی‌شود.                                  |